# Otolemur crassicaudatus
Otolemur crassicaudatus є нічним приматом, найбільшим у родині галаго. На відміну від менших видів галаго, він швидше лазить, ходить або біжить, ніж стрибає.

## Фізичні характеристики
Цей вид має округлу голову з короткою широкою мордою, дуже великі вуха, які можна рухати незалежно, і відносно великі бінокулярні очі, спрямовані вперед. Вони мають плоскі потовщені подушечки шкіри на кінцях пальців рук і ніг для захоплення кінцівок. Пальці на руках довгі, а пальці на ногах сплощені з приплюснутими нігтями. Формула зубного ряду I 2/2, C 1/1, P3 3/3, M3/3.
Густе хутро дуже варіює за кольором залежно від підвиду: у O. c. crassicaudatus волосяний покрив на спині від темно-коричневого до сірого, що поширюється на обличчя, боки та кінцівки. Черевна шерсть кремового кольору, а хвіст має більш темний кінчик. Кисті та ноги затемнені, за винятком пальців. O. c. kirkii має шерсть від коричневого до сірого на спині. На животі хутро від кремового до жовтого кольору. Хвіст у цього підвиду зазвичай світло-коричневий, а на ногах і руках відсутній темний малюнок.
Тварина має довжину голови і тіла від 26 до 47 см (в середньому 32 см), довжину хвоста від 29 до 55 см і вагу від 0,5 до 2 кг. Є статевий диморфізм розмірів, причому самці більші за самиць. В середньому самиці важать 1,2 кг, а самці 1,5 кг.

## Поширення і середовище проживання
Цей вид поширений в Південній і Східній Африці. Найбільші популяції знаходяться в Анголі, Танзанії, південній Кенії та узбережжі Сомалі. Otolemur crassicaudatus мешкає в тропічних і субтропічних лісах, віддаючи перевагу річковим і прибережним лісам, але його також можна зустріти в лісистій савані.

## Поведінка
Otolemur crassicaudatus є нічною деревною твариною. Вдень він відпочиває на висоті від 5 до 12 метрів над землею в густому клубку ліан або в дуплі дерева, рідко на відкритій гілці. Самиці галаго будують гнізда, листяні платформи з листям нагорі, щоб укрити своїх дитинчат. Окремий галаго може мати кілька місць для сну по всьому ареалу проживання. Вночі він з'являється, щоб добути їжу. Пересувається на чотирьох лапах по деревах або кущах. Цей вид здатний до коротких стрибків з дерева на дерево, коли це необхідно. Його раціон складається з фруктів (наприклад, ягід, інжиру), насіння, камеді акації, квітів, комах, слимаків і навіть рептилій і дрібних птахів. Otolemur crassicaudatus витрачає в середньому 50% свого часу щоночі на подорожі і лише близько 20% часу на пошук їжі. Він часто слідуватиме тим самим патрульним маршрутом щоночі. Тривалість життя галаго в неволі становить 18 років і більше. Ймовірно, тривалість життя в дикій природі нижча.